# Bacinol
Bacinol was een fabriek van DSM-Gist in de stad Delft, in de Nederlandse provincie Zuid-Holland. 
De naam Bacinol was in de Tweede Wereldoorlog de codenaam voor penicilline waaraan door DSM-Gist in het geheim werd gewerkt. Deze naam werd gebruikt om de Duitse bezetters te misleiden. 
In 2001 werd door de Delftse gemeenteraad besloten om de oude, uit 1951 daterende, fabriek van DSM-Gist aan het Wateringsevest om te vormen tot een stadshal voor bedrijven en kunstenaars. Zo'n veertig jonge, startende bedrijfjes in de creatieve sector gebruikten het sinds 2004 als kantoorgebouw. Ook werden er regelmatig gratis exposities georganiseerd. Eind 2009 werd het gesloopt om plaats te maken voor het stedenbouwkundige plan Spoorzone Delft; het stond precies op de plek waar de spoortunnel moest komen.

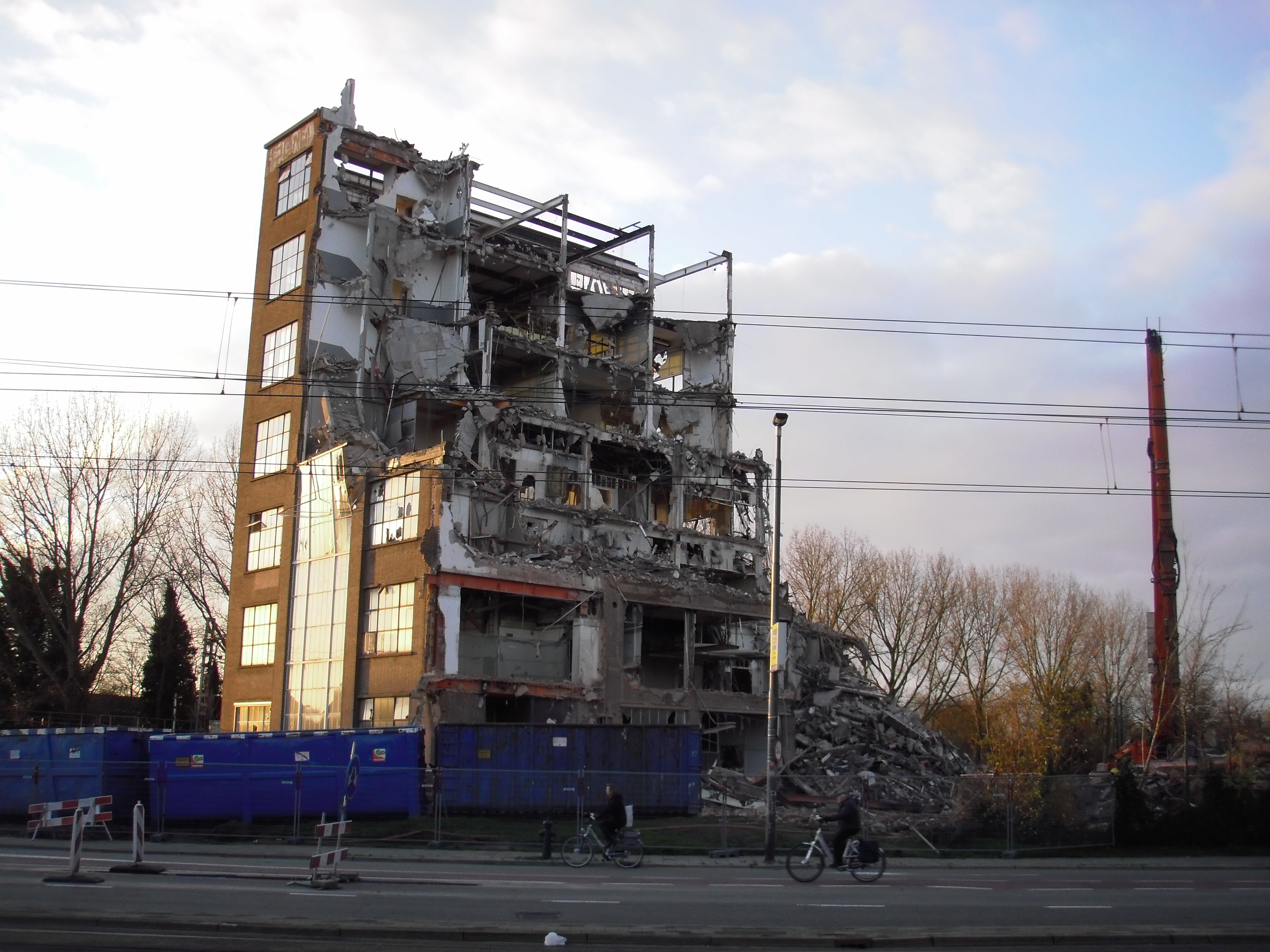
De sloop van het gebouw in december 2009.

## Bacinol 2
Aan de Hooikade, tegenover de passantenhaven aan de Kolk, is in 2009 het gebouw Bacinol 2 geopend. Dit gebouw (het voormalige fabrieks- en kantoorgebouw F.W. Braat's Koninklijke Stoomfabriek van Werken in Zink en andere Metalen) is een rijksmonument.